# Limonium cossonianum
La lechuga de mar o Limonium cossonianum, es una plumbaginácea perenne, endémica de las costas mediterráneas de la península ibérica, especialmente en la Región de Murcia y provincias de Almería y Alicante. De forma más puntual aparece también en el sur de la Provincia de Valencia, Albacete e  Islas Baleares.
Se trata de una especie halófita, tolerante a la sal, que crece en zonas litorales sobre saladares o rocas expuestas a la maresía. En el interior de las regiones levantinas crece únicamente sobre suelos con altos contenidos en sales. 

## Descripción
Es una planta perenne, generalmente pluricaule, glabra. Cepa de 3-30 cm. Hojas de la roseta 40-165(220) x 15-50(65) mm, de tamaño variable; limbo de elíptico a ovado o casi redondo, algo coriáceo, con numerosos nervios laterales arqueados, con ápice de agudo a romo con un fino mucrón de 1-3 mm; pecíolo 1,5-4,5 mm de anchura, de longitud 3/4-4/4 de la del limbo. Escapo 15-120 cm, ± erecto, casi derecho; ramificación que empieza generalmente en la mitad superior. Inflorescencia normalmente tipo C, más raramente tipo A o G, sin ramas estériles. Ramas de primer orden de hasta 35 cm, en disposición bilateral laxa, de derechas a arqueadas, de erecto-patentes a patentes (ángulo de ramificación 50°-65º), más laxamente ramificadas en la parte exterior. Espigas 5-20 mm, densas o dispuestas en glomérulos, de rectas a encorvadas. Espiguillas 3,5-4 mm, de cilíndricas a flabeliformes, 6-11 por cm, normalmente contiguas, con 1-7 flores. Bráctea externa 0,8-1,3 x 1-1,7 mm, triangular-ovada, con ápice agudo; margen ± anchamente membranáceo; parte central algo carnosa, con ápice que casi llega hasta el margen. Bráctea media 0,9-1,4 x 0,7-1,2 mm, de oblongo-obovada a oblongo-elíptica, membranácea. Bráctea interna 2,6-3,5 x 2,6-3,6 mm, a veces más ancha que larga, anchamente obovada, con ápice de plano-arqueado a romo, margen estrechamente membranáceo; parte central 2-2,7 x 1,9-2,8 mm, carnosa, anchamente oblongo-obovada, con ápice de 0,4-0,7 mm, triangular, que no llega hasta el margen. Flores 3,5-4,5 mm de diámetro. Cáliz 2,8-3,3 mm, que sobrepasa  0,7 mm a la bráctea interna; tubo de escasa a densamente peloso; dientes c. 0,3 x 0,8 mm, anchamente semielípticos; costillas que acaban antes de o en la base de los dientes. Pétalos 4,7-5,7 x 1,5-1,9 mm, cuneiformes, blancos. Tiene un número de cromosomas de 2n = 16. Limonium cossonianum en Flora Vascular]
Florece de durante el verano y es relativamente abundante, aunque se encuentra catalogada como vulnerable por la UICN.

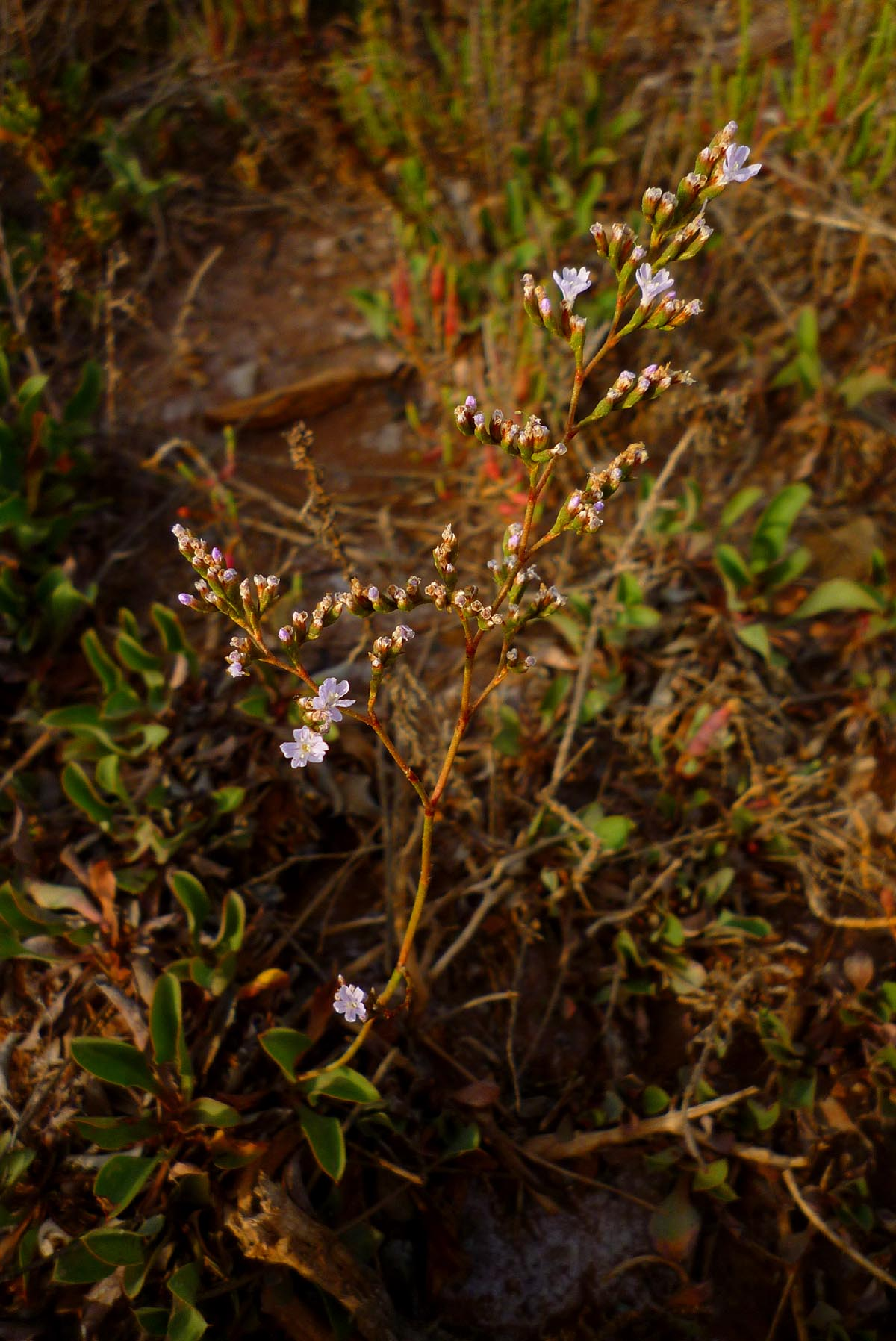
Floración de la lechuga de mar.

## Taxonomía
Limonium cossonianum fue descrita por Carl Ernst Otto Kuntze y publicado en Revis. Gen. Pl. 2: 395 1891.
Etimología
Limonium: nombre genérico que procede del griego leimon, que significa "pradera húmeda", aludiendo al hábitat de muchas de las especies del género.
cossonianum: epíteto

## Nombre común
Castellano: Lechuga de mar, siempreviva de flor blanca.
Valenciano: Trenca olla blanca.